# 金鐘獎自然科學及人文紀實節目主持人獎得獎列表
金鐘獎自然科學及人文紀實節目主持人獎是由文化部影視及流行音樂產業局在臺灣舉辦的現行頒發獎項。前身為教育文化節目主持人獎，自第52屆起拆分為自然科學紀實節目主持人獎與人文紀實節目主持人獎兩個獎項，第54屆起再度合併為自然科學及人文紀實節目主持人獎。

## 歷屆得獎暨入圍名單
|  | 獲獎者 |

### 人文紀實節目主持人獎（第52屆、第53屆）
| 年度 （屆數）   | 電視作品                                                      |
| --------------- | ------------------------------------------------------------- |
| 2017 （第52屆） | 陳耀忠／《'aledet美味阿樂樂滋》財團法人原住民族文化事業基金會 |
| 2017 （第52屆） | 李四端／《世界這YOUNG說》                                     |
| 2017 （第52屆） | 阮安祖／《在台灣站起》                                        |
| 2017 （第52屆） | 舒夢蘭／《聚焦全世界》                                        |
| 2017 （第52屆） | 盧秀芳／《開放新中國-秀芳點題》                               |
| 2018 （第53屆） | 舒夢蘭／《聚焦全世界》東森電視事業股份有限公司                |
| 2018 （第53屆） | 吳奕蓉／《幕後有藝思》                                        |
| 2018 （第53屆） | 李天怡／《世界的教室和你想的不一樣》                          |
| 2018 （第53屆） | 陳雅琳／《我是救星》                                          |
| 2018 （第53屆） | 詹怡宜／《一步一腳印 發現新台灣》                             |

### 自然科學紀實節目主持人獎（第52屆、第53屆）
| 年度 （屆數）   | 電視作品                                                          |
| --------------- | ----------------------------------------------------------------- |
| 2017 （第52屆） | 麥覺明／《MIT台灣誌》中國電視事業股份有限公司、大麥影像傳播工作室 |
| 2017 （第52屆） | 李文儀／《Data Maps~ 數據‧地圖‧真台灣》                           |
| 2018 （第53屆） | 陳家頤／《驚奇!博物館》臺灣電視事業股份有限公司                   |
| 2018 （第53屆） | 吳怡霈／《你所不知的創意科技》                                    |
| 2018 （第53屆） | 麥覺明／《MIT台灣誌》                                             |

### 自然科學及人文紀實節目主持人獎（第54屆～至今）
| 年度 （屆數）   | 電視作品                                                                    |
| --------------- | --------------------------------------------------------------------------- |
| 2019 （第54屆） | 吳奕蓉／《幕後有藝思》客家電視台、春河劇團事業有限公司                      |
| 2019 （第54屆） | 呂捷、王偊菁／《呂讀台灣》                                                  |
| 2019 （第54屆） | 阮安祖／《在台灣站起 New Face in Taiwan》                                   |
| 2019 （第54屆） | 簡上仁／《福爾摩沙音樂廳》                                                  |
| 2020 （第55屆） | 吳秀梅 Siku Sawmah／《原味好時尚》花點心師有限公司                          |
| 2020 （第55屆） | 吳奕蓉／《花漾同學會》                                                      |
| 2020 （第55屆） | 許效舜／《在台灣的故事》                                                    |
| 2020 （第55屆） | 舒夢蘭／《消失的王者》                                                      |
| 2020 （第55屆） | 詹怡宜／《一步一腳印 發現新台灣》                                           |
| 2021 （第56屆） | 舒夢蘭／《福爾摩沙守謢者》東森電視事業股份有限公司                          |
| 2021 （第56屆） | 白心儀／《地球的孤兒：台灣的精靈》                                          |
| 2021 （第56屆） | 米莎【溫尹嫦】／《老派美學的約會》                                          |
| 2021 （第56屆） | 楊小黎／《在台灣的故事》                                                    |
| 2021 （第56屆） | 羅亦娌／《巷弄裡的吉光片羽》                                                |
| 2022 （第57屆） | Julian Davison、優席夫／《南島起源》美商國家地理頻道有限公司台灣分公司      |
| 2022 （第57屆） | 陳偉／《大導演小食光》                                                      |
| 2022 （第57屆） | 舒夢蘭／《大洋的召喚》                                                      |
| 2022 （第57屆） | 楊小黎／《在台灣的故事》                                                    |
| 2023 （第58屆） | 陳明章、蕭詩偉／《聽!台灣在唱歌》民間全民電視股份有限公司、好旅文創有限公司 |
| 2023 （第58屆） | 林庭玗／《無事坐巴士》                                                      |
| 2023 （第58屆） | 張耀仁／《大港ê台灣》                                                       |
| 2023 （第58屆） | 陳明珠／《客家采風-山上優雅》                                               |
| 2023 （第58屆） | 舒夢蘭／《消失的王者：最後方舟》                                            |
| 2024 （第59屆） | 余大榕／《臺灣味》                                                          |
| 2024 （第59屆） | 陳明珠／《客家采風-山上優雅(II)》                                           |
| 2024 （第59屆） | 舒夢蘭／《守護我們的星球》                                                  |
| 2024 （第59屆） | 羅亦娌／《巷弄裡的吉光片羽》                                                |
| 2025 （第60屆） |                                                                             |
|                 |                                                                             |
|                 |                                                                             |
|                 |                                                                             |
|                 |                                                                             |

## 外部連結
- 廣播電視金鐘獎官方網站 （页面存档备份，存于）
- 歷屆電視金鐘獎得獎入圍名單 （页面存档备份，存于），文化部影視及流行音樂產業局